# Erin Karpluk

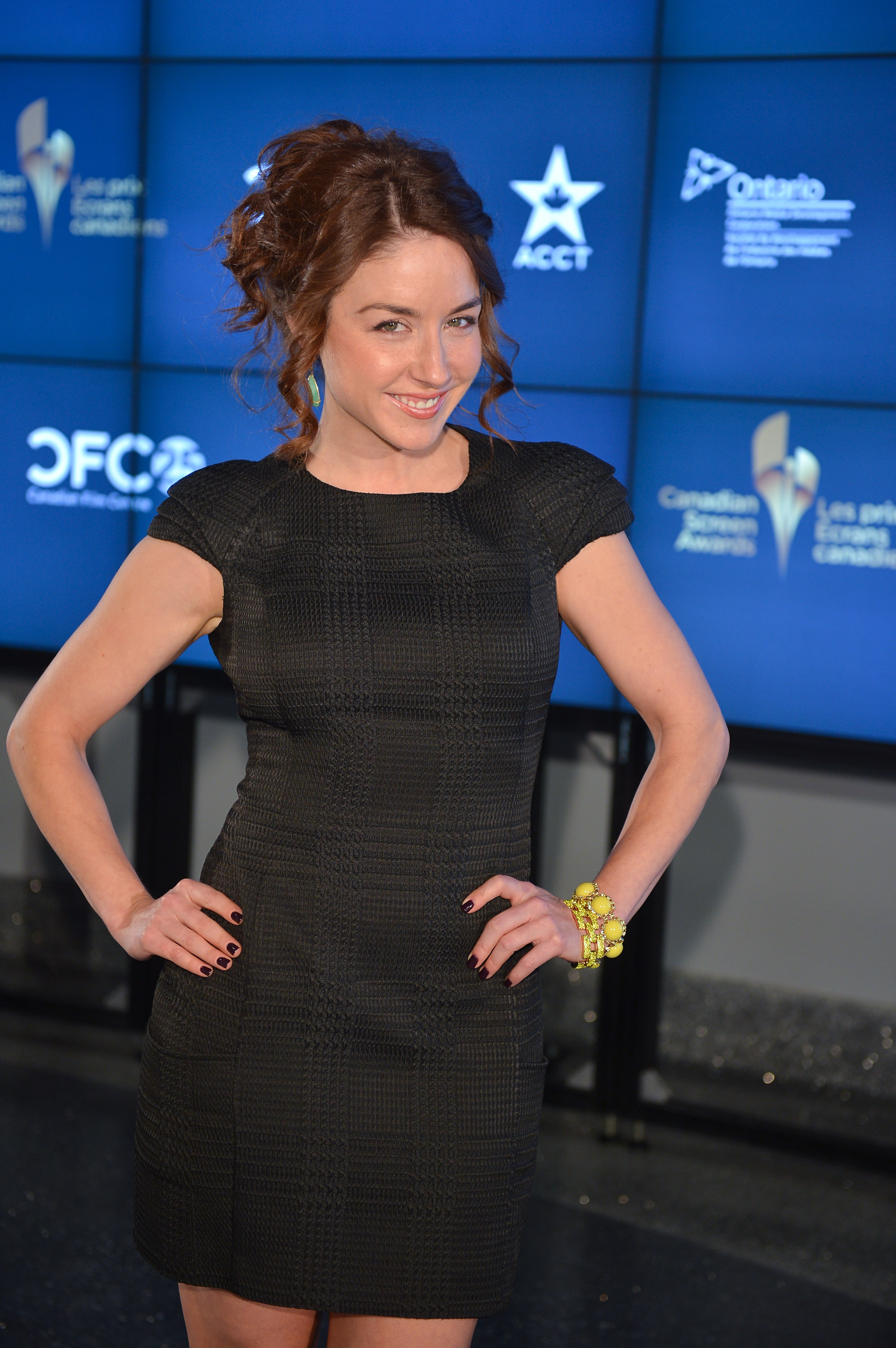
Erin Karpluk (2013)

Erin Karpluk (* 17. Oktober 1978 in Jasper, Alberta) ist eine kanadische Schauspielerin, die vor allem durch ihre Hauptrolle in der Fernsehserie Being Erica – Alles auf Anfang große Bekanntheit erlangte.

## Leben und Karriere
Erin Karpluk wurde 1978 in Jasper, Kanada geboren. Ihre Mutter war Schulleiterin einer Highschool und ihr Vater arbeitete bei der Eisenbahn. Sie studierte Theaterwissenschaften an der University of Victoria, an der sie 2000 ihren Bachelor-Abschluss machte.
Karpluk begann ihre Schauspielkarriere in Vancouver, zwischen 2000 und 2005 trat sie in mehr als einem Dutzend Fernsehserien und Fernsehfilmen auf. In der kurzlebigen Serie Glory Days hatte sie die wiederkehrende Rolle der Cal Henries inne. Weiter spielte sie 2002 in der letzten Folge von James Camerons Dark Angel sowie in einer Folge von Steven Spielbergs Miniserie Taken. 2005 und 2006 spielte sie die Hauptrolle der Kate in der Fernsehserie Godiva’s. Die 19 Folgen umfassende Serie wurde mehrfach ausgezeichnet, Karpluk selbst wurde für ihre Rolle unter anderem für den Gemini und den Leo Award als Beste Darstellerin einer Drama-Serie nominiert. Es folgten Rollen in verschiedenen kanadischen und US-Produktionen wie Men in Trees, Bionic Woman, Flash Gordon und The L Word sowie Filmen wie Luna: Spirit of the Whale und Flug 507 – Gefangen im Zeitloch wofür sie teilweise ebenfalls für Preise nominiert wurde. Für ihre titelgebende Hauptrolle der Erica Strange in der kanadischen Fernsehserie Being Erica – Alles auf Anfang erhielt sie verschiedene Auszeichnungen, wie beispielsweise 2009 den Gemini Award für die beste Hauptdarstellerin. Die Serie kam auf 49 Folgen in vier Staffeln.

## Filmografie (Auswahl)
- 2002: Seven Days – Das Tor zur Zeit (Seven Days, Fernsehserie, Folge 2x10)
- 2002: Glory Days (Fernsehserie, 6 Folgen)
- 2002: Jeremiah – Krieger des Donners (Jeremiah, Fernsehserie, Folge 1x06)
- 2002: Dark Angel (Fernsehserie, Folge 2x21)
- 2002: Taken (Miniserie, Folge 1x04)
- 2003: Dead Zone (The Dead Zone, Fernsehserie, Folge 2x07)
- 2003: Battlestar Galactica (Fernsehserie, Folgen 1x01–1x02)
- 2004: 10.5 – Die Erde bebt (10.5, Fernsehfilm)
- 2004: Ripper 2: Letter from Within
- 2004: Ein Engel für Eve (Eve’s Christmas, Fernsehfilm)
- 2004: Earthsea – Die Saga von Erdsee (Legend of Earthsea, Fernsehfilm)
- 2005–2006: Godiva’s (Fernsehserie, 19 Folgen)
- 2006, 2013: Supernatural (Fernsehserie, 2 Folgen)
- 2006: Love and Other Dilemmas
- 2006: Men in Trees (Fernsehserie, Folge 1x10)
- 2007: Flug 507 – Gefangen im Zeitloch (Termination Point, Fernsehfilm)
- 2007: Luna: Spirit of the Whale (Fernsehfilm)
- 2007: Bionic Woman (Fernsehserie, 2 Folgen)
- 2007: Flash Gordon (Fernsehserie, Folge 1x13)
- 2007: Die Schneekugel (Snowglobe, Fernsehfilm)
- 2008: The L Word – Wenn Frauen Frauen lieben (The L Word, Fernsehserie, 3 Folgen)
- 2009: Wyvern – Die Rückkehr der Drachen (Wyvern, Fernsehfilm)
- 2009: Mrs. Miracle – Ein zauberhaftes Kindermädchen (Mrs. Miracle, Fernsehfilm)
- 2009–2011: Being Erica – Alles auf Anfang (Being Erica, Fernsehserie, 49 Folgen)
- 2010–2011: Life Unexpected – Plötzlich Familie (Life Unexpected, Fernsehserie, 8 Folgen)
- 2011: Flashpoint – Das Spezialkommando (Flashpoint, Fernsehserie, Folge 3x09)
- 2011: Rise of the Damned
- 2011: Die Weihnachtshütte (Christmas Lodge, Fernsehfilm)
- 2013: Assault on Wall Street
- 2013: Delete – Das Cyber-Armageddon (Delete, Fernsehzweiteiler)
- 2013: Republic of Doyle – Einsatz für zwei (Republic of Doyle, Fernsehserie, Folge 4x02)
- 2013, 2014: Saving Hope (Fernsehserie, 5 Folgen)
- 2014: Reasonable Doubt
- 2014–2015: Rookie Blue (Fernsehserie, 11 Folgen)
- 2016: Masters of Sex (Fernsehserie, 2 Folgen)
- 2016, 2019: Slasher (Fernsehserie, 10 Folgen)
- 2017: Framed for Murder – A Fixer Upper Mystery (Fernsehfilm)
- 2017: Concrete Evidence – A Fixer Upper Mystery (Fernsehfilm)
- 2017: Criminal Minds – Beyond Borders (Fernsehserie, Folge 2x05)
- 2017: A Swingers Weekend
- 2018: Deadly Deed – A Fixer Upper Mystery (Fernsehfilm)
- 2018: Christmas Cupcakes (Fernsehfilm)
- 2018: The Black Widow Killer (Fernsehfilm)
- 2018–2022: Holly Hobbie (Fernsehserie, 50 Folgen)
- 2019: The Past Never Dies (Fernsehfilm)
- 2019: Rule of 3 (Fernsehfilm)
- 2019: New Year’s Kiss (Fernsehfilm)
- 2019: Magical Christmas Shoes (Fernsehfilm)
- 2019: 9-1-1: Notruf L.A. (9-1-1, Fernsehserie, Folge 3x09)
- 2019: Rule of 3 (Fernsehfilm)
- 2020: 9-1-1: Lone Star (Folge 1x07)
- 2020–2023: A Million Little Things (Fernsehserie, 18 Folgen)
- 2021: Nancy Drew (Fernsehserie, Folge 2x14)
- 2021: Maid (Miniserie, 2 Folgen)
- 2021: Debris (Fernsehserie, 2 Folgen)
- 2022: Two Sentence Horror Stories (Fernsehserie, Folge 4x09)
- 2023: So Help Me Todd (Fernsehserie, Folge 1x13)
- 2023: Rabbit Hole (Fernsehserie, 3 Folgen)
- 2023: Upload (Fernsehserie, 3 Folgen)
- 2024: Resident Alien (Fernsehserie, Folge 3x04)
- 2024: Christmas, Love and Fudge (Fernsehfilm)
- 2024: Three Wiser Men and a Boy (Fernsehfilm)
- 2024: The Irrational (Fernsehserie, Folge 2x06)
- 2025: Allegiance (Fernsehserie, Folge 2x04)
- 2025: Smoke (Fernsehserie)

## Auszeichnungen
| Tabellarische Übersicht der Auszeichnungen und Nominierungen | Tabellarische Übersicht der Auszeichnungen und Nominierungen | Tabellarische Übersicht der Auszeichnungen und Nominierungen | Tabellarische Übersicht der Auszeichnungen und Nominierungen                                                     | Tabellarische Übersicht der Auszeichnungen und Nominierungen |
| Jahr                                                         | Auszeichnung                                                 | Für                                                          | Kategorie | Resultat                                                     |
| ------------------------------------------------------------ | ------------------------------------------------------------ | ------------------------------------------------------------ | --- | ------------------------------------------------------------ |
| 2005                                                         | Leo Award                                                    | Godiva’s                                                     | Beste Hauptdarstellerin einer Drama-Serie (Dramatic Series: Best Lead Performance by a Female)                   | Nominiert                                                    |
| 2006                                                         | Leo Award                                                    | Godiva’s                                                     | Beste Hauptdarstellerin einer Drama-Serie (Best Lead Performance by a Female in a Dramatic Series)               | Nominiert                                                    |
| 2006                                                         | Gemini Award                                                 | Godiva’s                                                     | Beste Hauptdarstellerin einer Drama-Serie (Best Performance by an Actress in a Continuing Leading Dramatic Role) | Nominiert                                                    |
| 2007                                                         | Leo Award                                                    | Love and Other Dilemmas                                      | Beste Nebendarstellerin (Best Supporting Performance by a Female in a Feature Length Drama)                      | Nominiert                                                    |
| 2008                                                         | Leo Award                                                    | Flash Gordon                                                 | Beste Gastdarstellerin einer Drama-Serie (Best Guest Performance by a Female in a Dramatic Series)               | Nominiert                                                    |
| 2008                                                         | Leo Award                                                    | Luna: Spirit of the Whale                                    | Beste Nebendarstellerin (Best Supporting Performance by a Female in a Feature Length Drama)                      | Nominiert                                                    |
| 2009                                                         | Gemini Award                                                 | Being Erica – Alles auf Anfang                               | Beste Hauptdarstellerin einer Drama-Serie (Best Performance by an Actress in a Continuing Leading Dramatic Role) | Gewonnen                                                     |
| 2010                                                         | Leo Award                                                    | Being Erica – Alles auf Anfang                               | Beste Hauptdarstellerin einer Drama-Serie (Best Lead Performance by a Female in a Dramatic Series)               | Gewonnen                                                     |
| 2011                                                         | Gemini Award                                                 | Being Erica – Alles auf Anfang                               | Beste Hauptdarstellerin einer Drama-Serie (Best Performance by an Actress in a Continuing Leading Dramatic Role) | Nominiert                                                    |